# الشاذلي زوكار
الشاذلي زوكار شاعر تونسي، إعلامي وديبلوماسي راحل (1931 - 4 ديسمبر 2008)
الشاذلي زوكار أستاذ اللغة العربية، كما أنه أحد مؤسسي اتحاد الكتاب التونسيين، وعضو فخري في رابطة الأدب العربي الحديث في القاهرة.
رحل عن 77 عاما في 4 ديسمبر 2008 ونعاه بيان رسمي من وزارة الثقافة والمحافظة على التراث التونسية الذي أشاد «بمسيرته الزاخرة بالعطاء في حقول الإبداع والنقد الأدبي والفني على الصعيدين المحلي والعربي».
كما قام الرئيس التونسي الأسبق زين العابدين بن علي بتوجيه برقية تعزية إلى أسرته أشاد فيها «بخصاله وإسهاماته في إثراء الحياة الأدبية والفكرية بالبلاد وبنشاطه في المجال الدبلوماسي».
درس في جامعة الزيتونة بتونس، كما درس الآداب في جامعة القاهرة، حيث كان من أساتذته عميد الأدب العربي طه حسين والدكتورة سهير القلماوي. أسس مع مجموعة من أصدقائه رابطة أدبية عرفت باسم رابطة «القلم الجديد» العام 1952 خلال سني عمله في الإذاعة التونسية، والتي بدأها في العام 1958 قدم عددا من الأعمال والبرامج الثقافية والسياسية والحوارية. ليقرر في نفس السنة الالتحاق بالعمل الديبلوماسي كملحق إعلامي وثقافي للسفارة التونسية في بيروت.